# Eumannia stephaniaria
Eumannia stephaniaria är en fjärilsart som beskrevs av L'homme 1930. Eumannia stephaniaria ingår i släktet Eumannia och familjen mätare. Inga underarter finns listade i Catalogue of Life.